# Heerlijkheid Asch
Asch, thans het Tsjechische Aš, was een heerlijkheid binnen het Heilige Roomse Rijk. Asch was niet bij een kreits ingedeeld.
Asch werd in de middeleeuwen als deel van het Egerland gekoloniseerd. Reeds in de twaalfde eeuw stond het onder de invloed van de voogden van Weida en Plauen. Deze voogden kregen het dorp in 1281 als pand van koning Rudolf I.
Sinds het begin van de veertiende eeuw groeide de macht van de heren van Neuberg. Deze heren stelden zich in 1331 met hun hele bezit onder de Boheemse kroon. Formeel bleef Asch tot 1386 onder de heren van Plauen. Rond 1400 werd het gebied beheerst door de heren van Zedtwitz. Deze splitsten het gebied van het Egerland af en in 1422 kregen ze van keizer Sigismund een bevestiging van hun autonomie.
In de zestiende eeuw werd het gebied luthers en dit bleef zo na 1620 tijdens de invoering van de Contrareformatie in Bohemen, doordat de heren van Zedwitz op steun van het keurvorstendom Saksen konden rekenen.
Keizerin Maria Theresia maakte in 1775 een eind aan de autonomie van de heerlijkheid en in 1806 werd de heerlijkheid definitief bij het kroonland Bohemen ingelijfd.